# ستيفان ديميتروف
ستيفان ديميتروف (بالبلغارية: Стефан Димитров)‏ (مواليد 8 أكتوبر 1984) هو لاعب كرة قدم بلغاريا وأمريكي في مركز الهجوم. شارك مع منتخب بلغاريا تحت 21 سنة لكرة القدم. أما مع النوادي، فقد لعب مع شيكاغو فاير ونيويورك كوسموس وNew York Cosmos (2010) ‏ وإتار 1924 فيليكو ترنوفو ‏ وNew York Pancyprian-Freedoms ‏ وBrooklyn Knights ‏ وفورت لودردايل سترايكرز وFort Lauderdale Strikers (2006–2016) ‏.

## وصلات خارجية
- ستيفان ديميتروف على موقع الدوري الأمريكي (الإنجليزية)
- ستيفان ديميتروف على موقع قاعدة بيانات كرة القدم.إي يو (الإنجليزية)
- ستيفان ديميتروف على موقع Soccerway.com (الإنجليزية)